# Cesare Montecucco

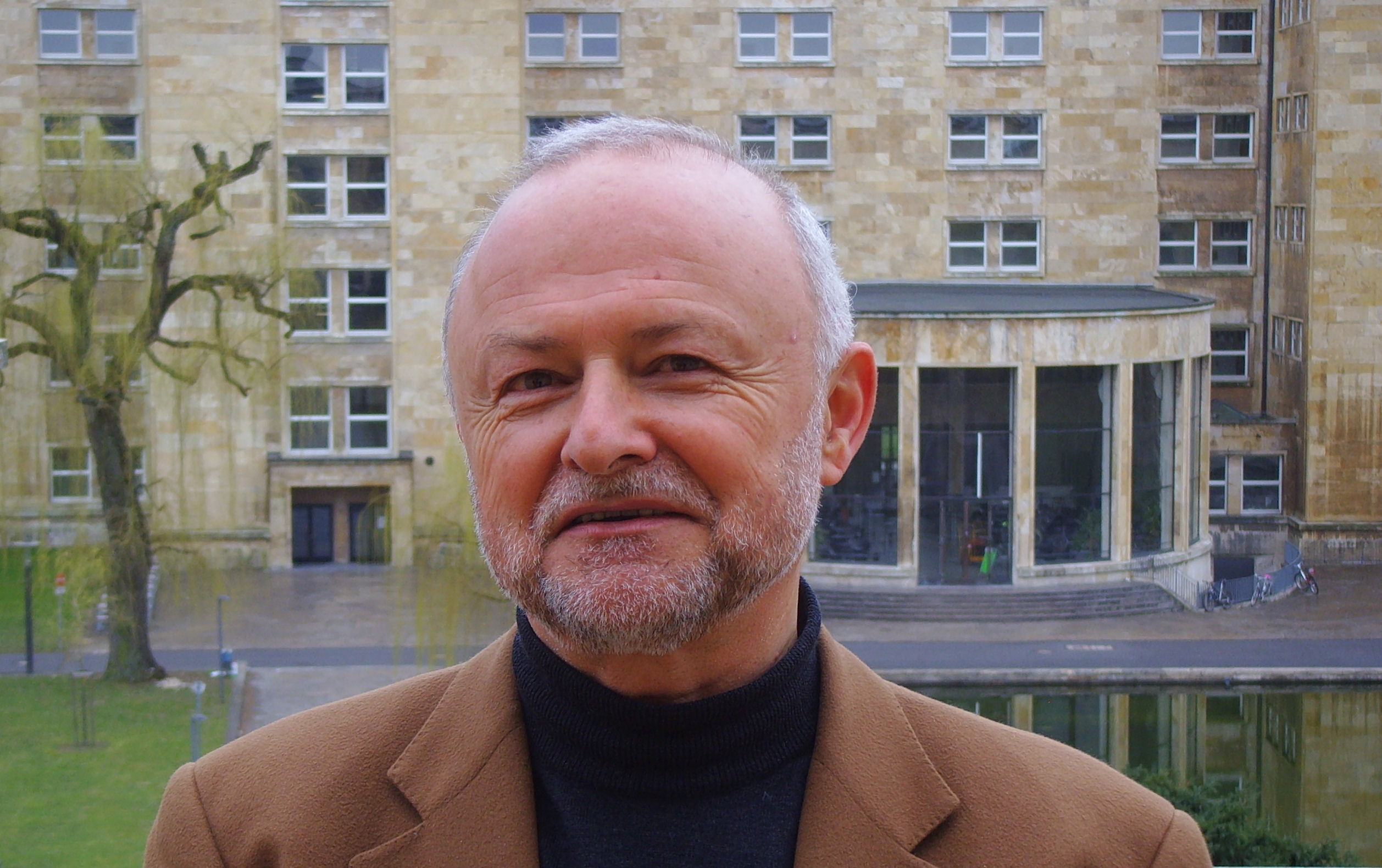
Cesare Montecucco,
März 2011 in Frankfurt am Main
(im Hintergrund das I.G.-Farben-Haus)

Cesare Montecucco (* 1. November 1947 in Trient) ist ein italienischer Biologe und Pathologe. Er leitet die Abteilung für biomedizinische Forschung der Universität Padua und beschäftigt sich mit Erkrankungen, die durch pathogene Bakterien hervorgerufen werden. 2011 wurde ihm der Paul-Ehrlich-und-Ludwig-Darmstaedter-Preis verliehen.

## Ausbildung
Cesare Montecucco studierte zunächst Chemie an der Universität Padua und schloss dieses Studium 1971 mit einer Studie im Fach Organische Chemie ab. Von 1971 bis 1973 leistete er den Militärdienstes in der italienischen Marine ab und verfasste im Anschluss daran bis 1975 – ebenfalls in Padua – im Fach Biologie seine Doktorarbeit über die Struktur der mitochondrialen ATP-Synthase. Als Post-Doktorand war er danach von 1976 bis 1977 an der Universität Cambridge tätig, später folgten weitere Auslandsaufenthalte in Paris am Institut Pasteur, in Utrecht, am Europäischen Laboratorium für Molekularbiologie (EMBL) in Heidelberg und an der Universidad de Costa Rica. Seit 1978 ist er Professor für Pathologie und seit 2004 Vizedirektor der Scuola Galileiana in Padua.

## Forschungsthemen
Montecucco erforschte unter anderem, auf welche Weise das Nervengift des Tetanus-Bakteriums Clostridium tetani die auffällige, krampfartige Starre der Muskulatur („Wundstarrkrampf“) hervorruft. Er wies nach, dass das Tetanus-Nervengift bestimmte Vesikel in den Synapsen von Nervenzellen daran hindert, Neurotransmitter freizusetzen, die für die Erregungsleitung von Nervenzelle zu Nervenzelle wichtig sind. Montecucco postulierte 1986, dass sowohl das Tetanus-Nervengift als auch das Botulinumtoxin bestimmte Komponenten der an der Freisetzung beteiligten Proteine spaltet und dadurch die potentiell tödliche Blockade verursacht. Zwischen 1991 und 1994 wies er nach, dass es sich bei dem blockierten Protein um VAMP/Synaptobrevin aus der Gruppe der SNARE-Proteine handelt; diese Proteingruppe vermittelt den Kontakt und die Fusion der Vesikelmembran mit der Membran der Zielzelle. Bei der Bekanntgabe der Verleihung des Paul Ehrlich- und Ludwig Darmstaedter-Preises für das Jahr 2011 hieß es in einer Erklärung der Paul-Ehrlich-Stiftung, Montecuccos Entdeckung gelte „als Durchbruch im Verständnis von Transportprozessen zwischen Zellen“.
Von 1993 bis 2000 erforschte er das entzündungsfördende vakuolisierende Zytotoxin (VacA Genprodukt) von Helicobacter pylori und wies nach, dass es die Bildung von Vakuolen in den Epithelzellen des Magens bewirkt, die sich mit Magensäure füllen und allmählich das Magengewebe zerstören. Aus dieser Erkenntnis heraus wurde von der Firma Novartis einer der Bestandteile eines Drei-Komponenten-Impfstoffs entwickelt, der im Jahr 2011 in einer klinischen Studie (Phase II) erprobt wurde.
In den folgenden Jahren galten weitere Studie der Wirkweise von Anthrax und von bestimmten Schlangengiften (Phospholipase A₂).

## Ehrungen
Für seine Beiträge auf dem Gebiet der Infektionskrankheiten wurde Montecucco bereits 1993 mit der Shipley Award der Harvard Medical School ausgezeichnet. 1998 bekam er den Preis des Italienischen Konsortiums für Biotechnologie (Consorzio italiano delle Biotecnologie), im Jahr 2000 war er DGHM-Lecturer der Deutschen Gesellschaft für Hygiene und Mikrobiologie, 2003 erhielt er den Premio Masi per la Civiltà Veneta, 2004 den Antonio-Feltrinelli-Preis für Medizin und 2009 den Redi Award der International Society on Toxicology (IST) sowie den Paul Harris-Preis des Rotary Clubs. 2011 wurde ihm in der Frankfurter Paulskirche der Paul-Ehrlich-und-Ludwig-Darmstaedter-Preis überreicht. Seit 1999 ist er ordentliches Mitglied der Academia Europaea. Im Jahr 2004 wurde er zum Mitglied der Leopoldina gewählt, 2006 in die Accademia dei Lincei.

## Belege
1. ↑  Professor Cesare Montecucco to receive the 2011 Paul Ehrlich and Ludwig Darmstaedter Prize. Auf: eurekalert.org vom 26. Oktober 2010.
2. ↑  Prof. Dr. Cesare Montecucco erhält Paul Ehrlich- und Ludwig Darmstaedter-Preis 2011. Pressemitteilung der Paul-Ehrlich-Stiftung vom 25. Oktober 2010 (PDF).
3. ↑  DGHM-Lecturer –  Voraussetzungen und ehemalige Preisträger/Innen. In: dghm.de. Abgerufen am 29. August 2019.
4. ↑  Mitgliederverzeichnis: Cesare Montecucco. Academia Europaea, abgerufen am 5. Oktober 2017 (englisch).
5. ↑  Mitgliedseintrag von Cesare Montecucco (mit Bild) bei der Deutschen Akademie der Naturforscher Leopoldina, abgerufen am 7. Mai 2022.

| Personendaten    | Personendaten                                 |
| ---------------- | --------------------------------------------- |
| NAME             | Montecucco, Cesare                            |
| KURZBESCHREIBUNG | italienischer Chemiker, Biologe und Pathologe |
| GEBURTSDATUM     | 1. November 1947                              |
| GEBURTSORT       | Trient                                        |